# Cal Violí
Cal Violí és una obra gòtica de Santa Maria de Palautordera (Vallès Oriental) protegida com a Bé Cultural d'Interès Local.

## Descripció
Casa amb dues façanes, una a la plaça i l'altra al carrer Major. La façana que dona a la plaça és de carener paral·lel i està arrebossada. Consta de planta baixa, pis i golfes. La porta fou reformada quan es va fer la botiga d'alimentació que ocupava la planta baixa i les finestres són de diverses èpoques: n'hi ha una de gòtica, amb l'interior lobulat i rosetes a les impostes. Al costat d'aquesta n'hi ha una altra d'arc conopial que podria ser reaprofitada o bé molt posterior a l'època que representa. La de les golfes és de llinda plana amb permòdols a les impostes. La façana del carrer Major és de carener perpendicular a la façana i coberta a dues vessants de teula. Els murs són de paredat arrebossat i estava pintada. La porta era de llinda plana i brancals de pedra, però les obres posteriors li han fet perdre la seva tipologia. La finestra del primer pis és d'arc conopial amb l'interior lobulat i rosetes a les impostes. Les altres obertures són de llinda plana sense decorar i també n'hi ha de noves.

## Història
A mitjans del segle xx, el local de la planta baixa havia estat una sabateria.
El fet que no es trobin referències documentals, pot ser degut a un canvi de nom de la casa.